# František Záruba
František Záruba (ur. 12 lipca 1977 w Pradze) – czeski doktor historii sztuki i kastelolog.
Studiował historię sztuki na Wydziale Filozoficznym Uniwersytetu Karola w Pradze (2001-2008), gdzie również uzyskał doktorat w 2013 roku dysertacją dotyczącą zamków Wacława IV.
Specjalizuje się w sztuce średniowiecznej, zwłaszcza w architekturze zamkowej. W latach 2010–2015 wykładał eksternistycznie w Instytucie Historii Sztuki Chrześcijańskiej Wydziału Teologii Katolickiej Uniwersytetu Karola w Pradze. Od 2021 jest adiunktem w Instytucie Historii Wydziału Artystycznego Uniwersytetu w Hradcu Králové. Jest także pracownikiem naukowym Instytutu Historycznego Akademii Nauk Republiki Czeskiej. Do jego ważnych dzieł należy trzyczęściowa seria o kaplicach zamkowych od czasów dynastii Przemyślidów do czasów Jagiellonów.
Oprócz historii zajmuje się także malarstwem pejzażowym.

## Wybrane publikacje
- Hrady Václava IV. Praha 2014, Opera Facultatis theologiae catholicae Universitatis Carolinae Pragensis. Historia et historia atrium XVII, ISBN 978-80-7422-299-3
- Hradní kaple I–III. Praha 2014, 2015, 2016; Opera Facultatis theologiae catholicae Universitatis Carolinae Pragensis. Historia et historia atrium XIX, XXI, XXIV, ISBN 978-80-7422-335-8; ISBN 978-80-7422-414-0; ISBN 978-80-7422-517-8
- Capella regia-kaple Všech svatých na Pražském hradě. In: Castellologica Bohemica XII, 2010, 99‒135
- Příspěvek ke vztahu kaple Všech svatých na Pražském hradě a Saintes Chapelles ve Francii. In: Castellologica bohemica XIV, Plzeň 2014, 85-108
- Příspěvek k malířské výzdobě hradů v Čechách v době předhusitské. In: Obrazy uctívané, obdivované a interpretované. Miroslav Šmied / František Záruba (ed.). Praha 2015, 146‒163
- Příspěvek k malířské výzdobě hradů v Čechách v době pohusitské. In: Ecclesia docta. Společenství ducha a umění. Magdaléna Nespěšná Hamsíková (ed.). Praha 2016, 380‒407
- Příspěvek k otázce královských hradů v dolním Posázaví. In: Castellologica bohemica XVI, 2016, 97–121
- Aula Magna – velký sál královských hradů v předhusitských Čechách. In: Mediaevalia Historica Bohemica XIX/2, 2016, 75‒114
- Kaple a její úloha v rámci hradního areálu na příkladech z Čech a Moravy. In: Stredoveké hrady. Život, kultúra, spoločnosť, Daniela Dvořáková. Bratislava 2017, 101‒116
- Saský dům na Malé Straně v Praze (č. p. 55/III), příspěvek ke genezi jeho architektury a k otázce stavebníka. In: Mediaevalia Historica Bohemica, 2018/2, 29‒58
- Prag und die Residenzen der böhmischen Herrscher zur Zeit der Luxemburger. In: Mitteilungen der Residenzen-Kommission der Akademie der Wissenschaften zu Göttingen. Neue Folge: Stadt und Hof VIII, 2019, 31‒53